# Palist

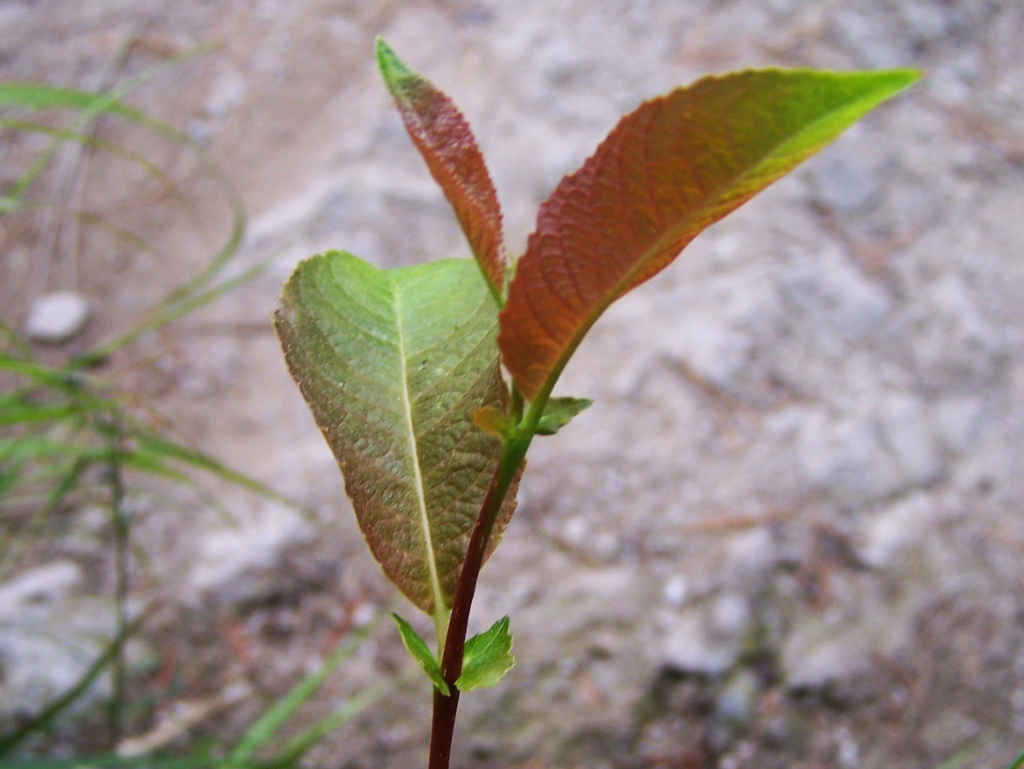
Palisty na bázi listů vrby slezské

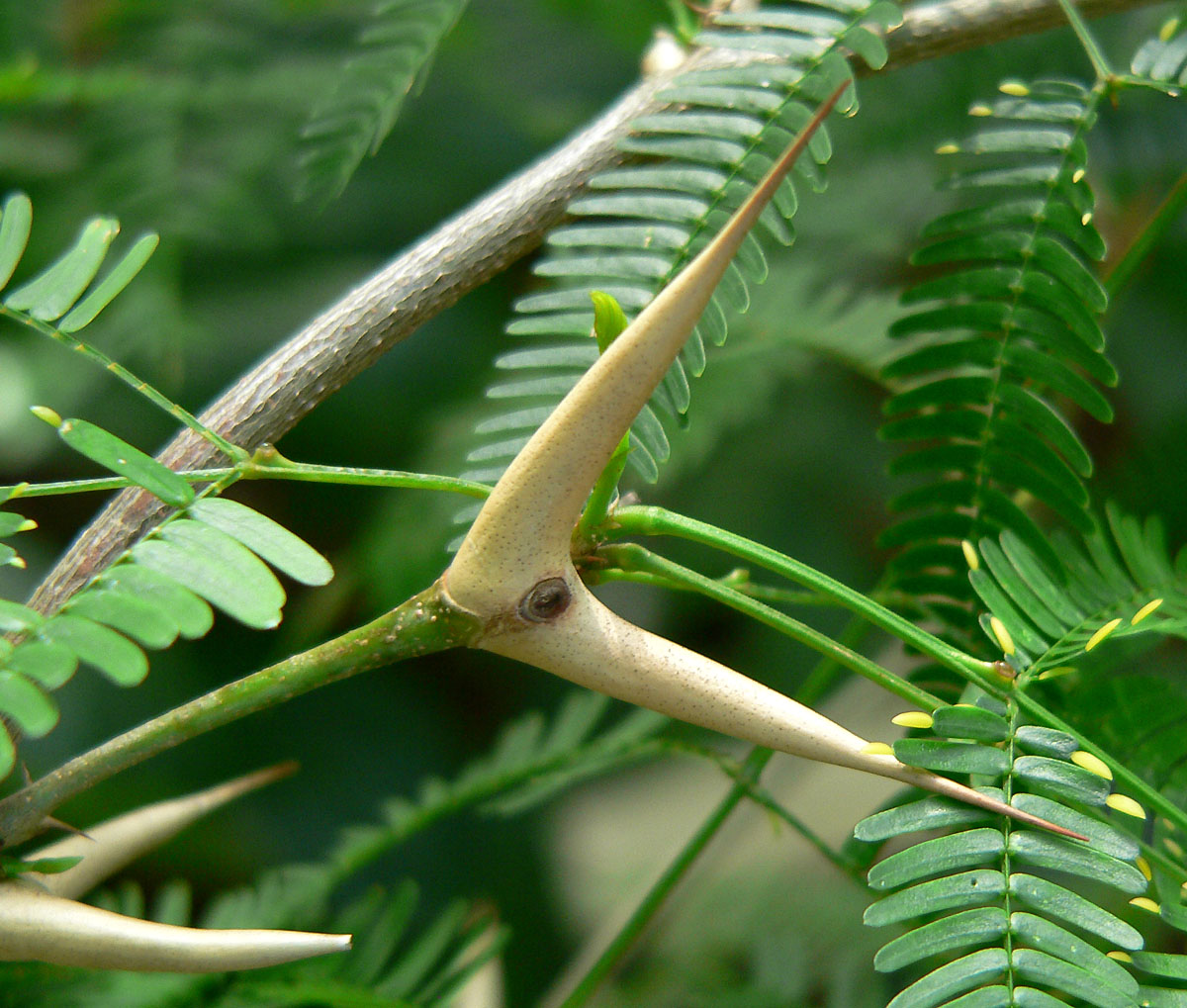
Palisty akácie Acacia cornigera, přeměněné v duté ostny

Palisty (stipulae) jsou přívěsky na bázi řapíku či na bázi přisedlého listu u krytosemenných rostlin. Většinou jsou párové po stranách báze řapíku, mohou však být i spojené v jeden palist, umístěný nad prostředkem řapíku. Palisty mohou být volné nebo do různé míry přirostlé po stranách k řapíku. Podle vytrvalosti se palisty rozlišují na vytrvalé, opadavé nebo prchavé, které opadávají zároveň s rozvojem listu.
Palisty mohou mít různou velikost a tvar. Některé rostliny, např. hrách setý, mají palisty velké a nápadné. U hrachoru pačočkového (Lathyrus aphaca) dokonce zvětšené palisty zcela nahrazují listy. U rdesnovitých (Polygonaceae) palisty srůstají a tvoří pochvu kolem stonku, zvanou botka. U některých rostlin mohou být palisty šupinovité, štětinovité nebo tvořené jedinou žlázkou. Mnohé rostliny nemají palisty vůbec. Některé rostliny se složenými listy, např. z čeledi bobovité, mají palisty nejen na bázi listů, ale i palístky na bázi jednotlivých lístků na vřeteni listu.

## Funkce palistů
Palisty mohou mít rozmanitou funkci, většinou však chrání rozvíjející se mladé listy. U šácholanu kryjí palisty v podobě kápě pupen a opadávají zároveň s jeho rašením. U trnovníku, akácie a dalších rostlin jsou přeměněny v trny (neplést s ostny) a pomáhají chránit rostlinu před herbivory. U některých lián, např. u přestupů (Smilax), jsou palisty přeměněny v úponky. Také mohou být přeměněny v zahnuté ostny, pomocí nichž se rostliny přichycují na okolní vegetaci, jak je tomu u řemdiháku (Uncaria) nebo u též některých druhů přestupu (Smilax).

## Význam palistů
Palisty jsou v některých případech důležitým znakem pro taxonomii a vodítkem při určování rostlin zejména v nekvetoucím stavu. Například pro dřevnaté zástupce čeledi mořenovité (Rubiaceae) jsou charakteristické palisty umístěné mezi řapíky protistojných listů (tzv. interpetiolární). Jejich tvar a umístění je také důležitým vodítkem při určování rostliny do rodu. Zástupci ostatních čeledí s podobnými (vstřícnými a celokrajnými) listy mají až na výjimky vesměs palisty intrapetiolární nebo jsou bez palistů. Pokud jsou palisty opadavé, lze jejich přítomnost často odhalit podle jizev po jejich opadu.

## Fotogalerie palistů

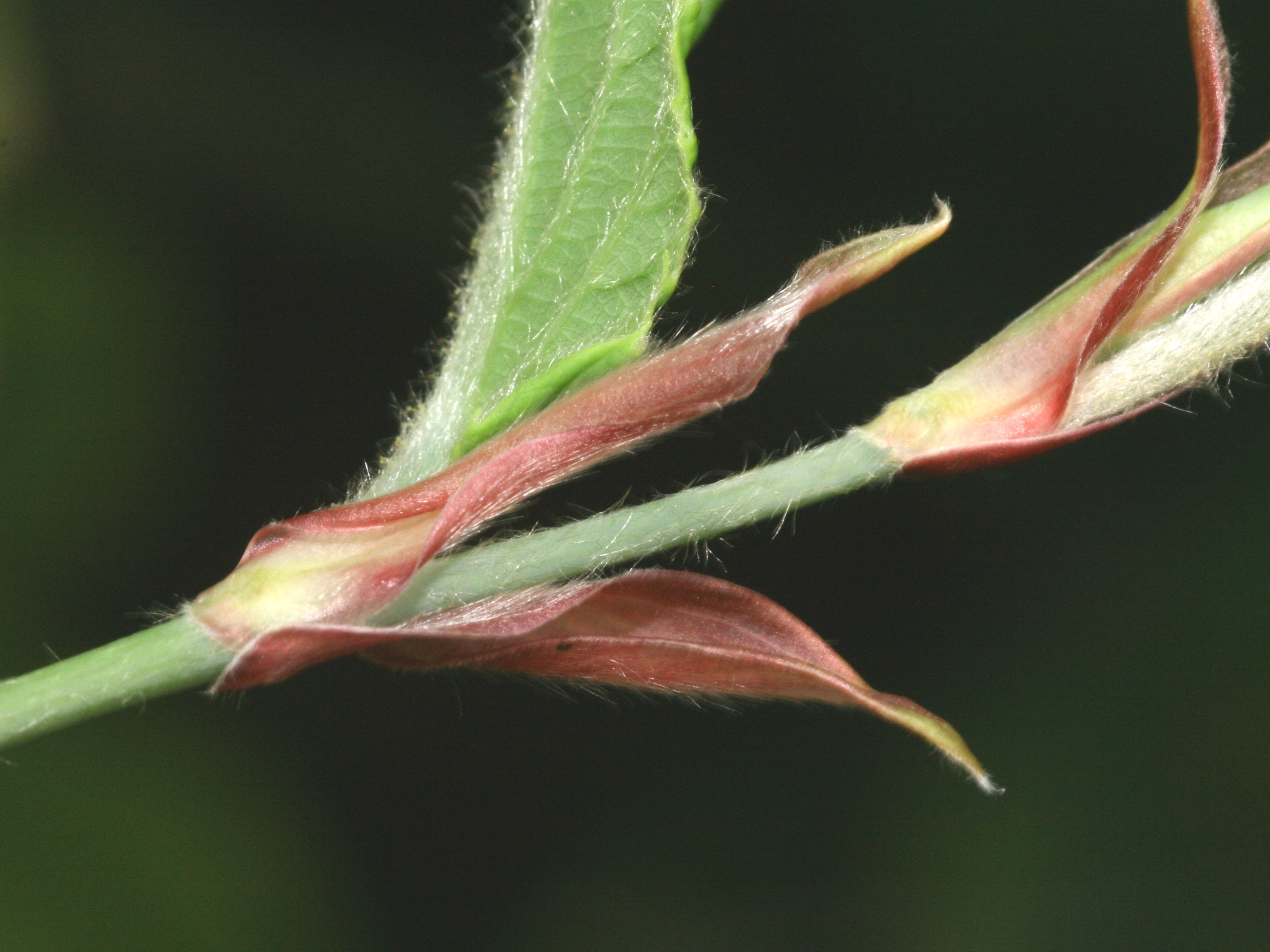
Volné palisty lískovníčku klasnatého (Corylopsis spicata)
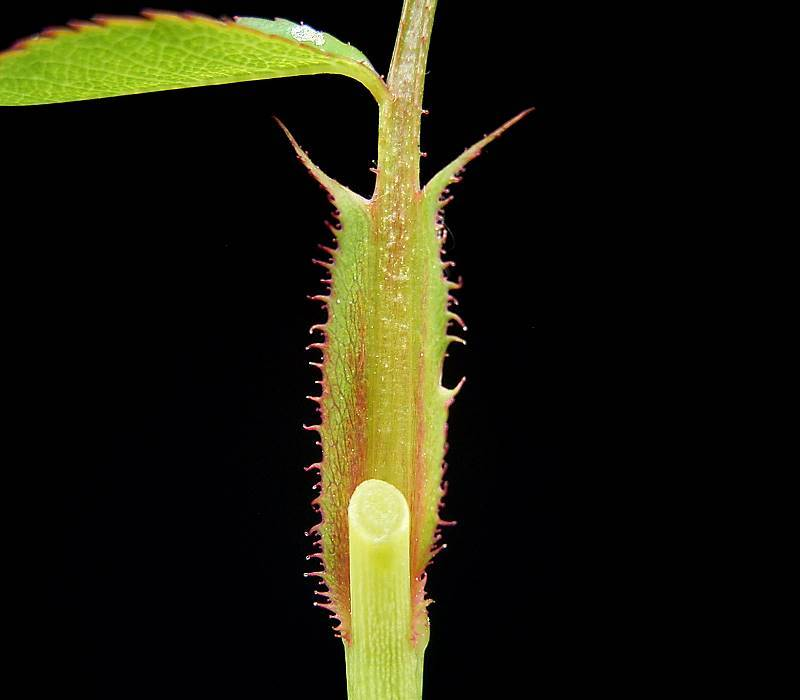
Palisty růže (Rosa sp.), přirostlé k řapíku
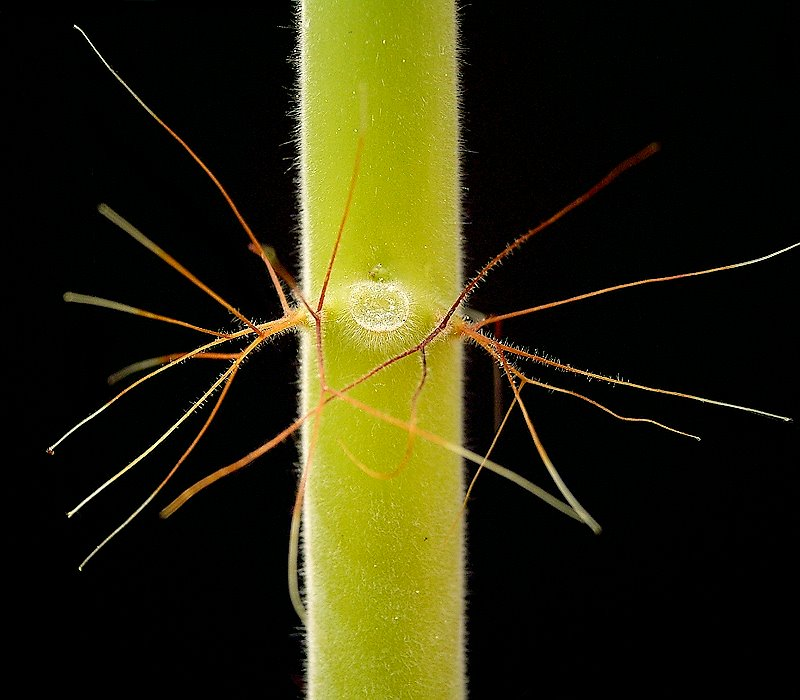
Zajímavě tvarované palisty Jatropha spicata
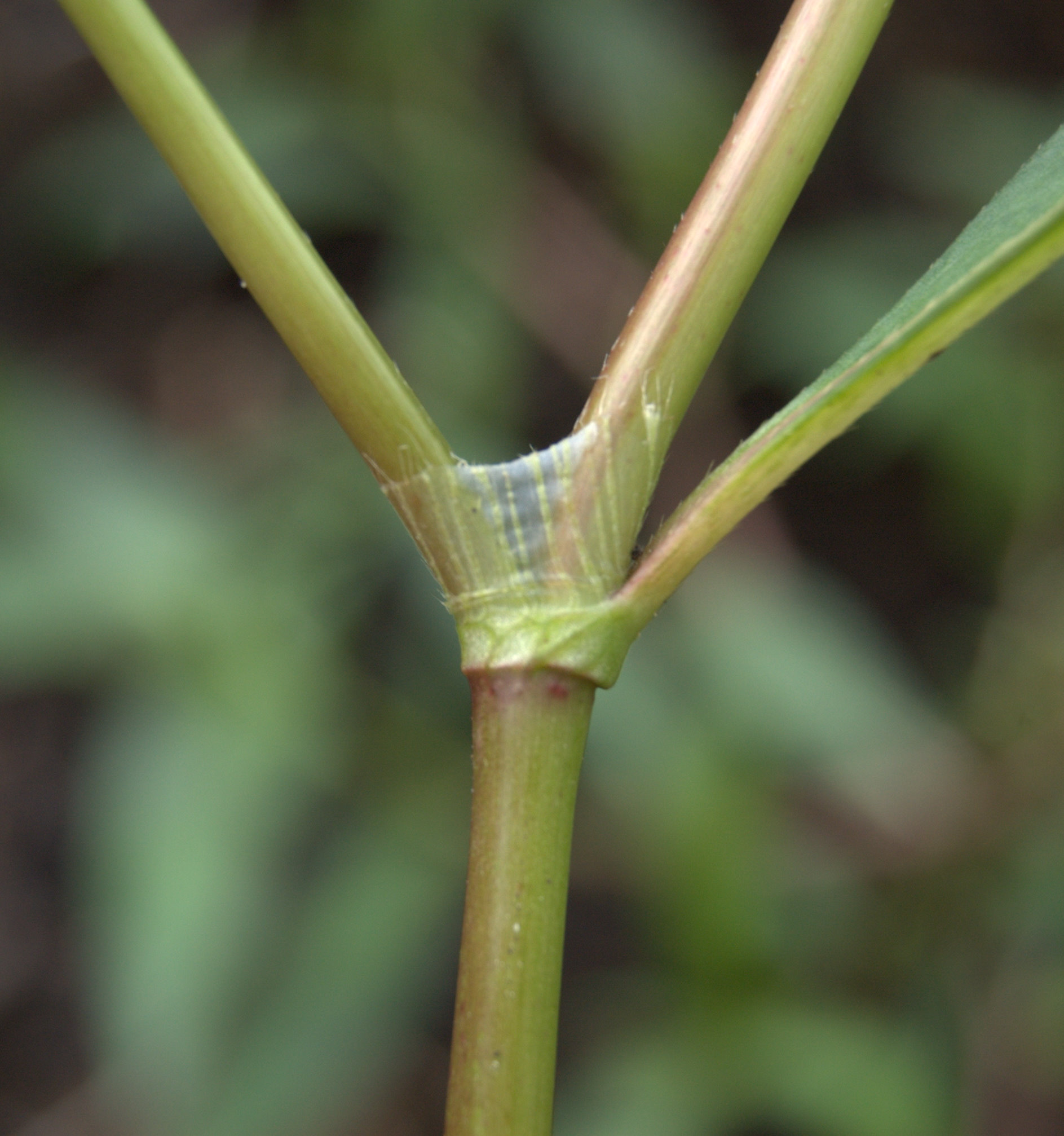
Botka rdesna červivce (Persicaria maculosa), vzniklá srůstem palistů
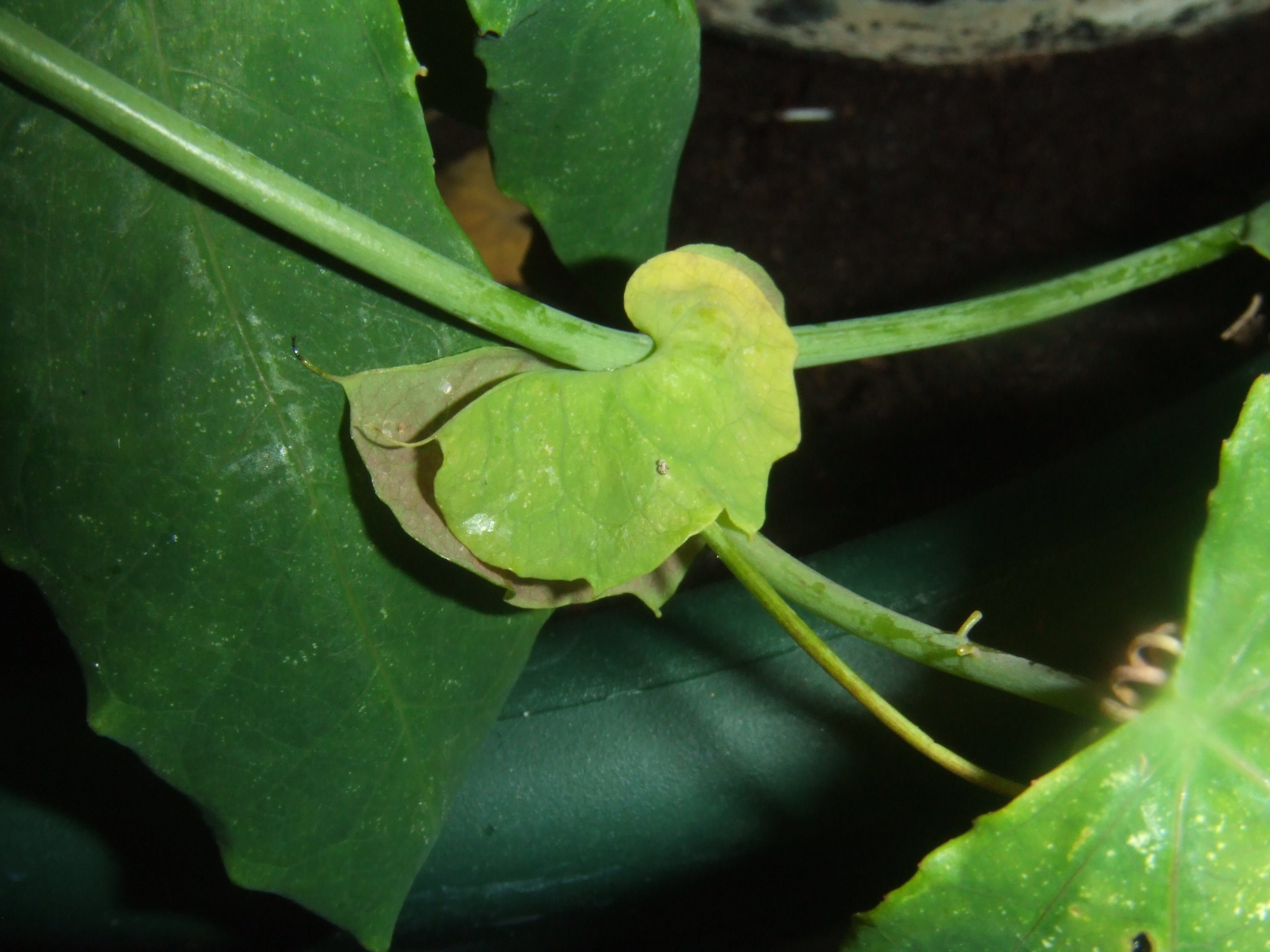
Ledvinité palisty mučenky Passiflora kermesina
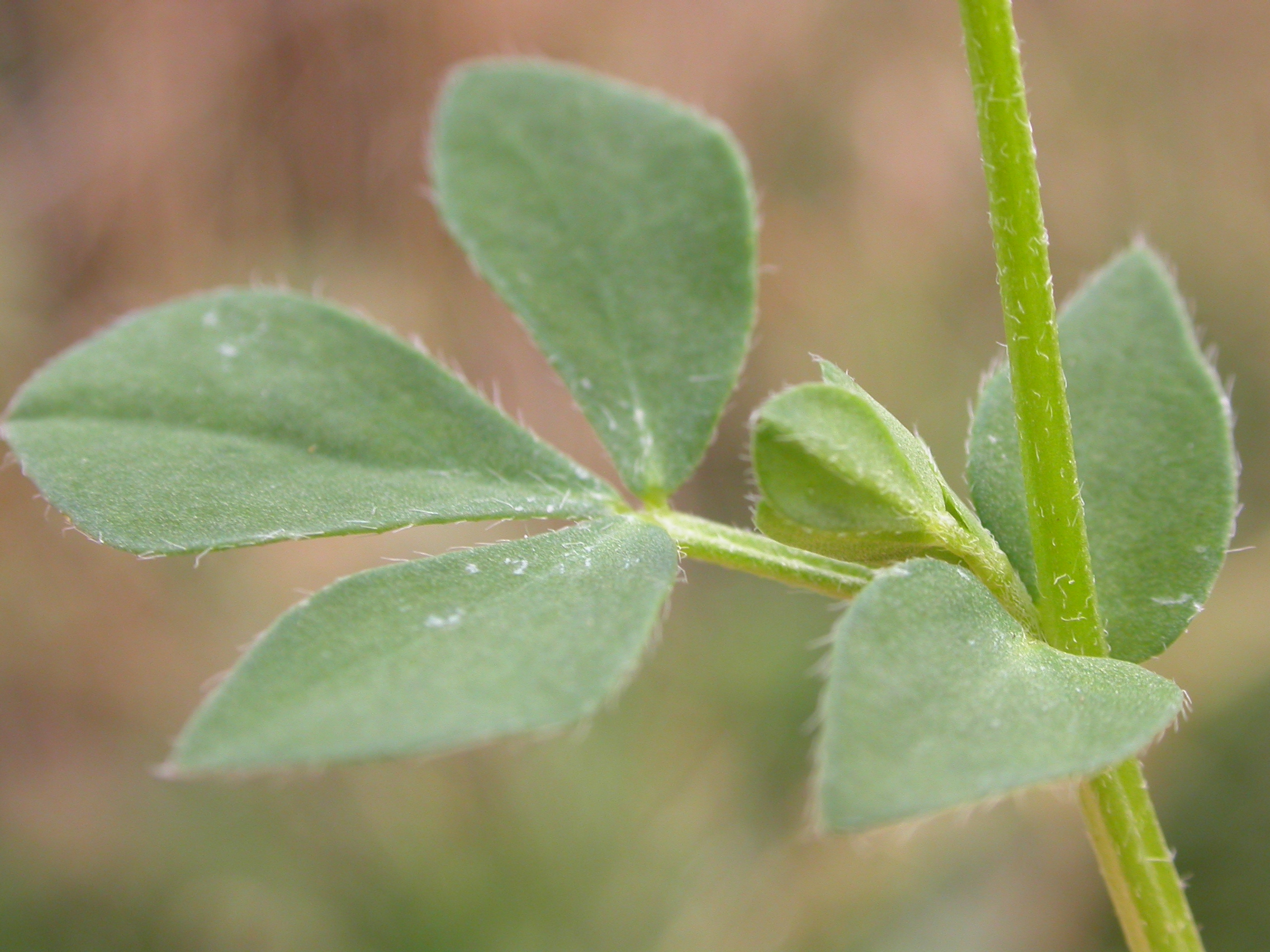
Listovité palisty štírovníku růžkatého (Lotus corniculatus)
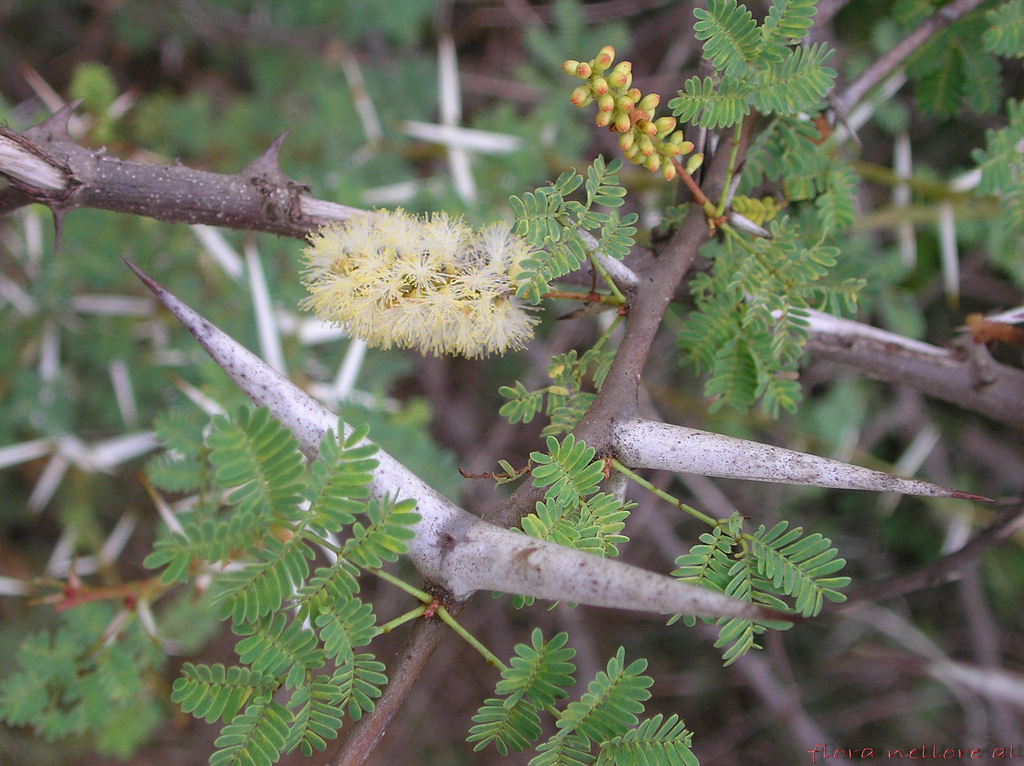
Velké duté ostny akácie Acacia horrida, obývané mravenci
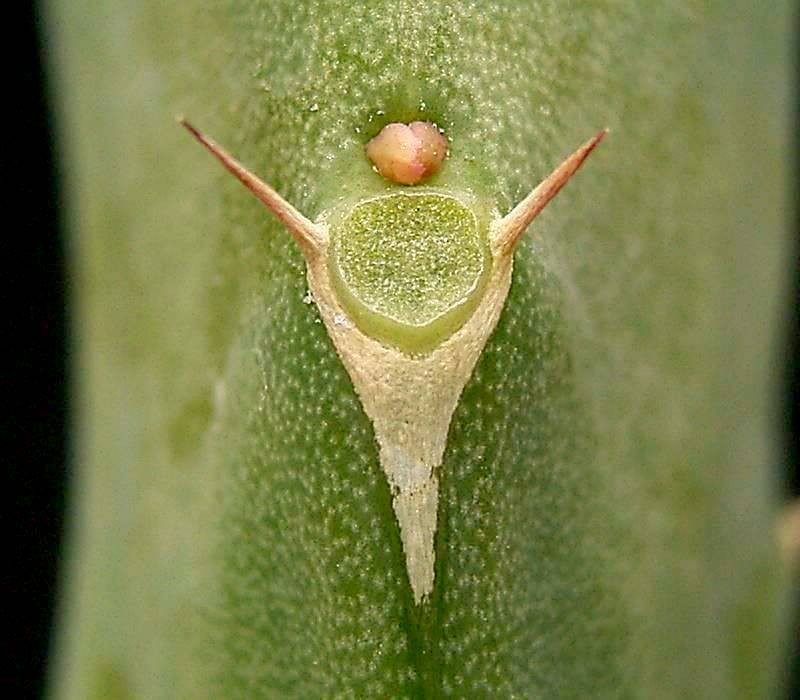
Ostnovité palisty pryšce Euphorbia ambroseae po stranách listové jizvy
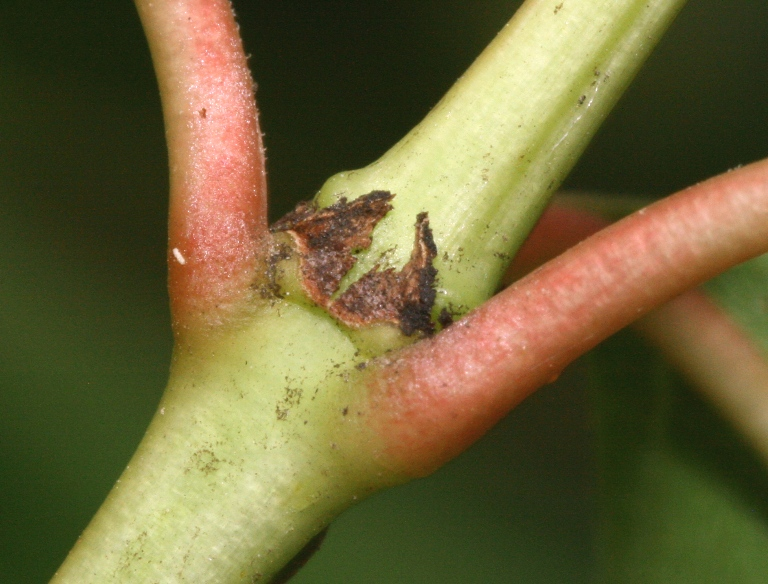
Interpetiolární palisty hlavoše západního (Cephalanthus occidentalis)
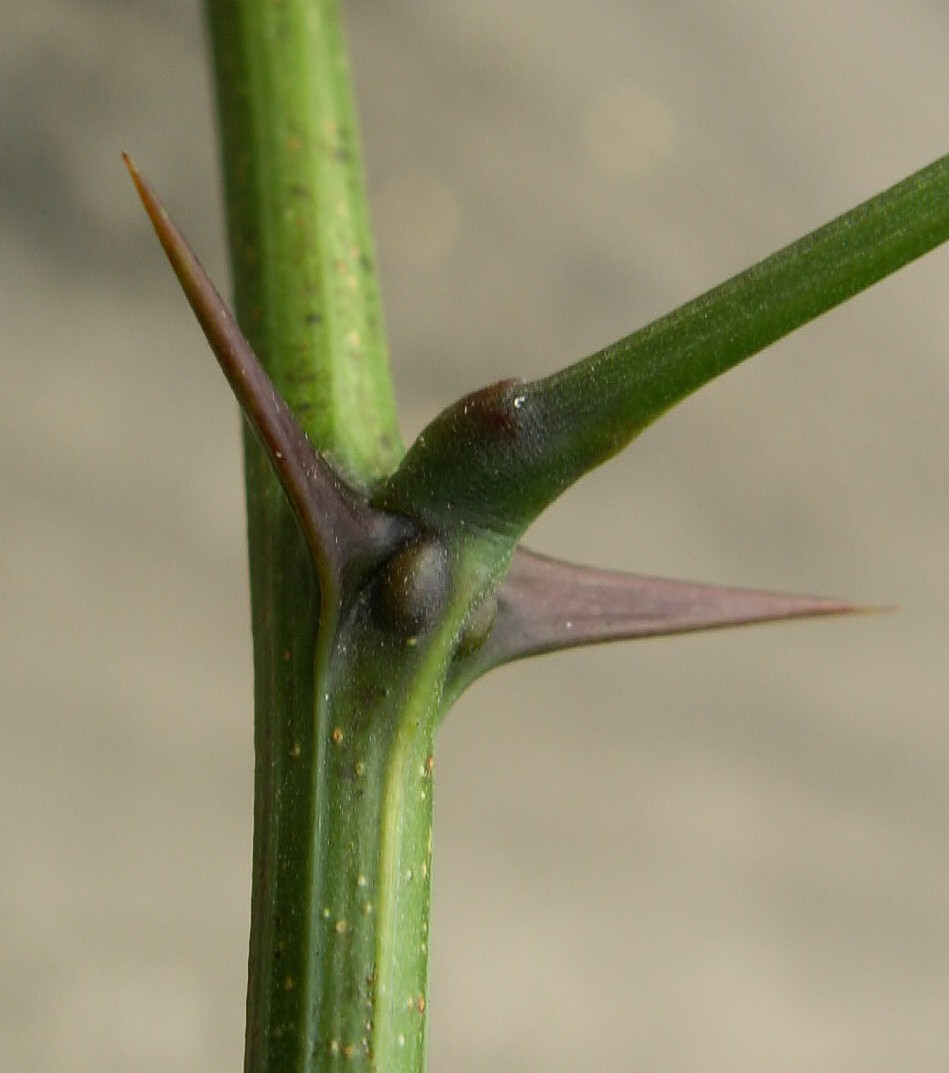
Trny trnovníku akátu (Robinia pseudoacacia)
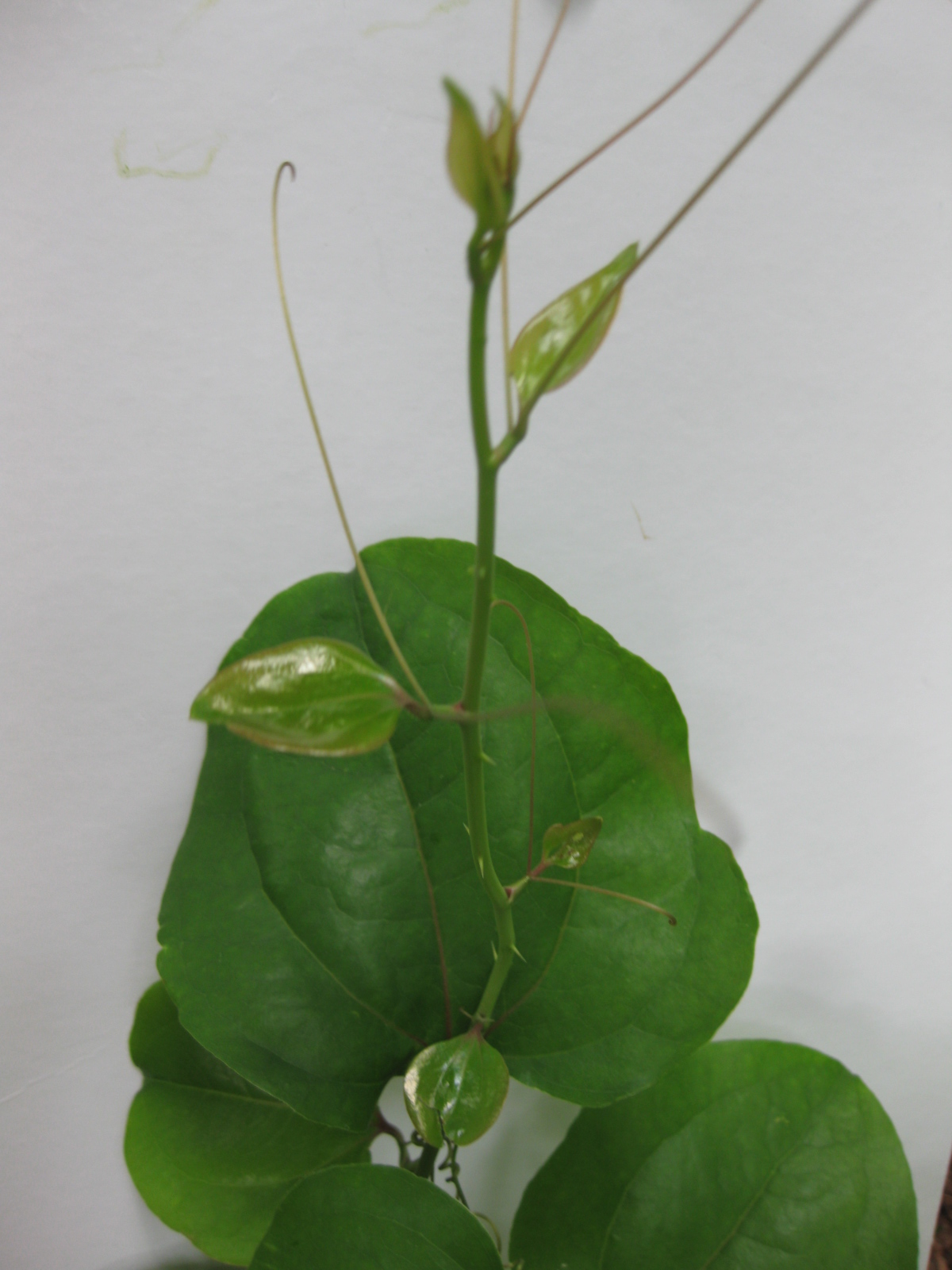
Úponky přestupu Smilax rotundifolia, vzniklé z palistů
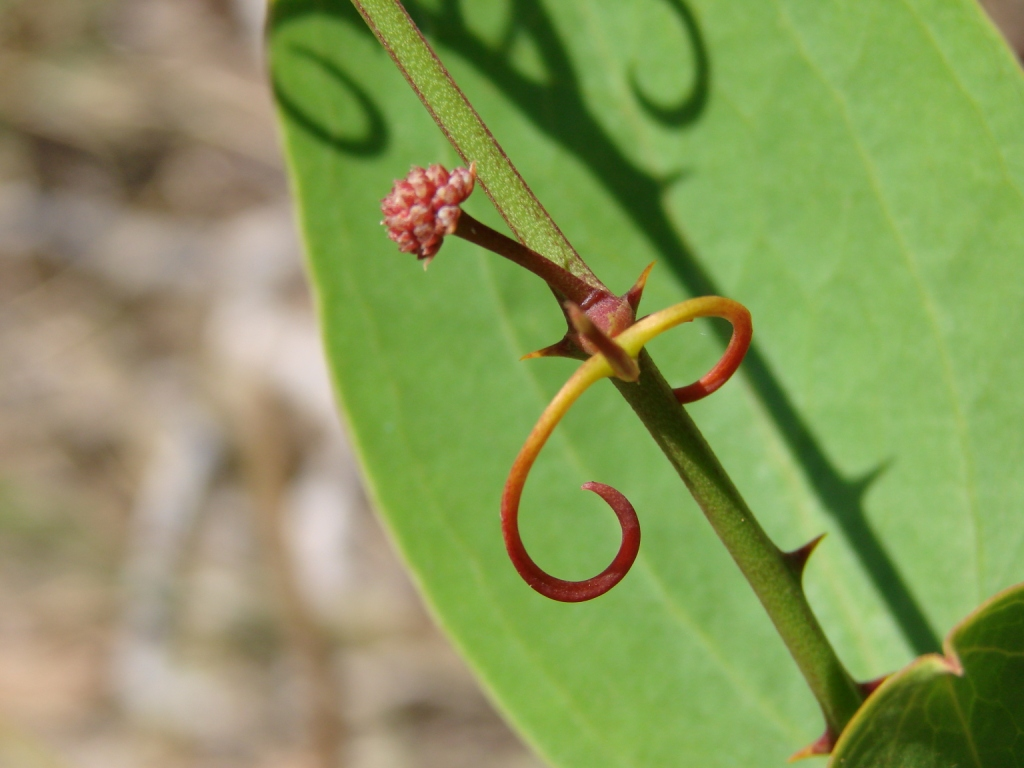
Zahnuté ostny přestupu Smilax goyazana, vzniklé z palistů